# Ömböly, Szabolcs-Szatmár-Bereg
Ömböly  este un sat în districtul Nyírbátor, județul Szabolcs-Szatmár-Bereg, Ungaria, având o populație de 440 de locuitori (2011). 

## Demografie
Componența etnică a satului Ömböly
     Maghiari (98,66%)
     Romi (1,34%)
Componența confesională a satului Ömböly
     Romano-catolici (36,36%)
     Greco-catolici (33,18%)
     Reformați (10,23%)
     Fără religie (1,82%)
     Necunoscută (18,41%)
Conform recensământului din 2011, satul Ömböly avea 440 de locuitori. Din punct de vedere etnic, majoritatea locuitorilor (98,66%) erau maghiari, cu o minoritate de romi (1,34%). Nu există o religie majoritară, locuitorii fiind romano-catolici (36,36%), greco-catolici (33,18%), reformați (10,23%) și persoane fără religie (1,82%). Pentru 18,41% din locuitori nu este cunoscută apartenența confesională.